# Attraversamento ciclabile

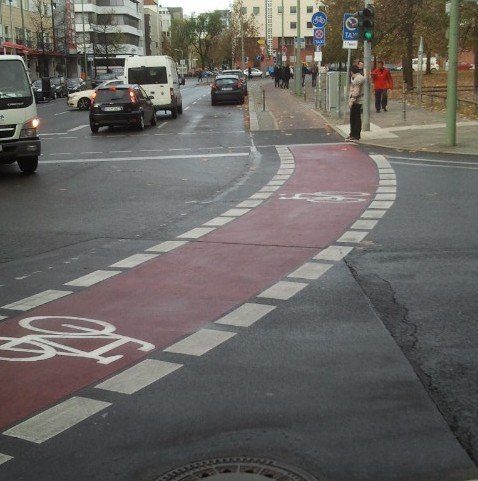
Attraversamento ciclabile con fondo rosso

L'attraversamento ciclabile fa parte della segnaletica orizzontale dedicata alle biciclette, destinato alle intersezioni di esse con altri flussi di traffico, di solito veicolari, agli incroci stradali e in altri contesti simili. L'attraversamento ciclabile è rappresentato nella normativa italiana (e di molti altri paesi) da file di riquadri bianchi (50x50 cm) che collegano due estremità dell'intersezione o incrocio ed equivale agli attraversamenti pedonali ("strisce" o "zebre").
Nel frequente caso di affiancamento fra attraversamento pedonale e ciclabile quest'ultimo può avere una sola fila di riquadri invece di due: le strisce pedonali definiscono in tal caso l'altro margine dell'attraversamento ciclabile, mantenendo comunque due flussi separati.

## Funzione
Nell'ambito della mobilità ciclistica e della sua incentivazione gli attraversamenti ciclabili svolgono un ruolo molto maggiore di quanto ci si potrebbe aspettare, indicato nei testi specialistici come decisamente maggiore di piste o corsie ciclabili in numerosi casi e contesti.
Oltre ai motivi indicati sotto (continuità,  precedenza, sicurezza dei ciclisti) gli attraversamenti ciclabili, a costi minimi, sono di immediata visibilità nella viabilità, al pari di quelli pedonali, e inducono per questo un percezione e particolare attenzione ai ciclisti da parte dei mezzi motorizzati. Per questi motivi in molte città europee è diffusa la realizzazione di attraversamenti ciclabili a tutti gli incroci, anche dove non siano presenti piste o corsie ciclabili, con la sola esclusione delle zone 30 e a moderazione del traffico.

## Precedenza
Nel codice della strada vigente in Italia gli attraversamenti ciclabili hanno la precedenza (art. 40 comma 11) se chiaramente segnalati medianti dei quadrati bianchi, in quanto equiparati a quelli pedonali. Essendo gli attraversamenti ciclabili a tutti gli effetti equiparati nel codice a quelli pedonali, anche i velocipedi che ne fanno uso godono della stessa precedenza assoluta nei confronti del traffico veicolare che li attraversa. Non è nota giurisdizione che affermi il contrario. In prosecuzioni della viabilità riservata ai velocipedi, generalmente piste ciclabili, gli attraversamenti ciclabili vengono impegnati in sella e pedalando. In caso di discesa dalla bicicletta, per conduzione a mano, a rigore l'utente della strada è tenuto spostarsi sugli attraversamenti pedonali.

## Continuità
In ambito urbano le piste ciclabili hanno prevalentemente funzione trasportistica, per spostamenti quotidiani casa-lavoro, casa-scuola ecc.

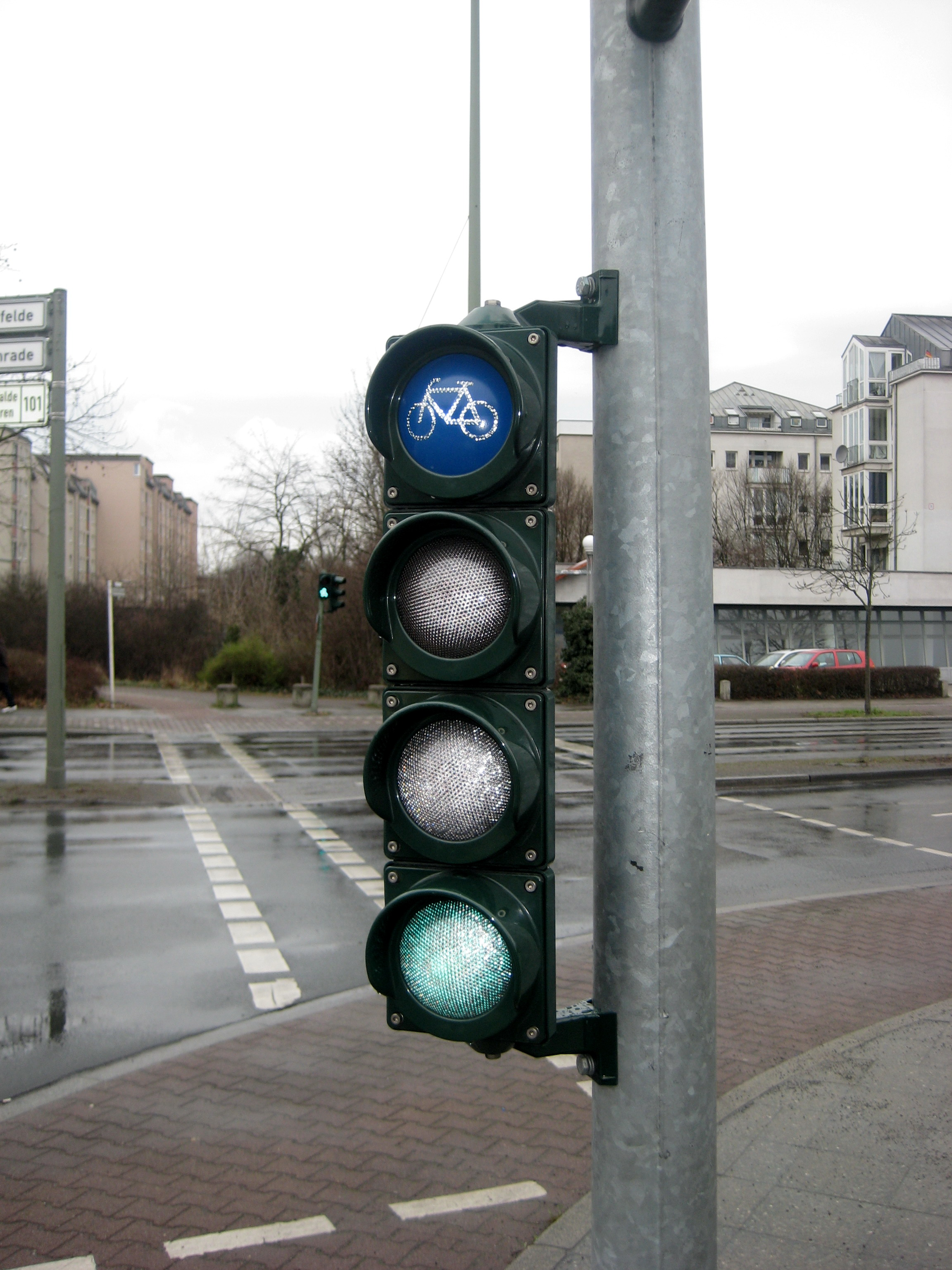
Semaforo per biciclette

Un principio fondamentale delle reti ciclabili è la loro continuità, senza la quale gli effetti positivi sulla mobilità si annullano, o addirittura si rovesciano.
L'attraversamento ciclabile serve anche ad assicurare al flusso delle biciclette la continuità agli incroci.

## Semafori
Il codice della strada prevede una lanterna apposita con simbolo bicicletta (generalmente solo quella verde) per gli attraversamenti ciclabili semaforizzati. In caso di mancanza di essa, in presenza di attraversamento ciclabile, ha valore la lanterna pedonale: il ciclista in sella parte al verde in contemporanea ai pedoni.
In molti paesi europei è in uso un semaforo (a tre luci) più piccolo e posto più in basso, ad altezza occhi, dedicato alle sole biciclette. La tempistica è spesso diversificata per consentire ai ciclisti di impegnare per primi l'intersezione.

Segnale di attraversamento ciclabile

## Segnaletica verticale
Gli attraversamenti ciclabili richiedono segnaletica verticale, ed hanno effetto prescrittivo (la precedenza per i ciclisti che li impegnano).
Per gli ambiti extraurbani o per arterie a scorrimento veloce è previsto l'apposito cartello di preavviso triangolare che avverte il flusso veicolare della presenza di un attraversamento ciclabile, dotato di precedenza.

## Sicurezza ed incidentalità
Incroci ed intersezioni in genere sono uno dei punti più critici per la sicurezza dei ciclisti e punti di conflitto ed alta incidentalità fra diversi flussi di traffico.
L'attraversamento ciclabile, analogamente a quello pedonale, svolge anche il ruolo di innalzare la sicurezza creando una situazione di precedenza univoca, rispetto ad altre in cui l'utente debole in sella alla bicicletta viene appena percepito.
Svolge inoltre un ruolo di incanalamento delle biciclette, riducendo il rischio di un loro procedere su traiettorie poco prevedibili nell'area dell'incrocio.
Per innalzare la sicurezza degli attraversamenti ciclabili si ricorre solitamente ad alcuni interventi come per es. quelli che ne incrementano la visibilità:
- fondo rosso fra le due file di riquadri bianchi, talvolta realizzato con bitume ruvido spalmato in lieve rialzo sul manto stradale, invece che con vernice per segnaletica orizzontale
- simbolo bici (bianco), anche ripetuto più volte, sia per segnalare il carattere dell'attraversamento ai veicoli motorizzati (ed indurli a prudenza), sia per incanalare il flusso di biciclette, evitando l'invasione dell'eventuale attraversamento pedonale affiancato
- rialzo dell'attraversamento (con mattonelle autobloccanti in colore diverso dal manto stradale (rosso, talvolta blu). Gli attraversamenti rialzati, pur non essendo equiparati ai dossi rallentatori, secondo le direttive ministeriali, hanno un effetto di riduzione della velocità.

In casi di attraversamento ciclabile di arterie a grande scorrimento può essere necessario installare un semaforo, talvolta a chiamata.

## Errori comuni e controversie

### Interruzioni irregolari

Segnale di fine pista, errato di fronte ad attraversamento ciclabile

Quando la ciclabile interseca una strada il ciclista deve essere avvertito che quel tratto oltre alla bicicletta può essere legittimamente fruito anche dai mezzi a motore e quindi deve stare attento, indipendentemente dal fatto che la bici abbia la precedenza. Spesso ma erroneamente tale segnalazione viene fatta apponendo un cartello di fine pista. Per quanto riguarda l'incrocio delle piste ciclabili a ridosso dei fabbricati dai quali possono uscire automezzi ed incrociare la bicicletta appare più appropriato l'uso di un cartello a sfondo giallo con scritto 'uscita automezzi'.

### Attraversamenti promiscui ciclo-pedonali
Controversa è la segnaletica orizzontale da applicare per dare continuità e precedenza ai percorsi promiscui ciclo-pedonali. In tal caso, e solo in tal caso, l'attraversamento pedonale ("strisce") potrebbe essere impegnato sia dai pedoni che dai ciclisti (in sella).
Pare consigliabile realizzare comunque l'attraversamento ciclabile con i riquadri bianchi 50x50, affiancati alle strisce pedonali, in modo da mantenere due flussi separati e dare alle biciclette univoca precedenza e legittimità nei confronti del traffico veicolare che interseca l'attraversamento.

### Attraversamenti "isolati"
L'attraversamento ciclabile viene spesso realizzato anche ad incroci a cui non conducano da uno o da ambo i lati piste ciclabili. Ciò è ampiamente diffuso in molti paesi europei per vari motivi riscontrabili anche in Italia:
- nei frequenti casi in cui il transito bici è previsto su corsie preferenziali invece che su piste ciclabili
- in strade a medio traffico o in uscita da zone 30, all'interno delle quali di regola non sono necessarie piste ciclabili
- in molti altri casi in cui sia necessaria una maggiore tutela dei ciclisti nei punti critici degli incroci: es. l'intersezione con viabilità ad intenso o medio traffico, provenendo da strade a basso traffico, senza piste ciclabili

La normativa italiana, secondo interpretazioni restrittive, non consentirebbe la realizzazione degli attraversamenti ciclabili in tali contesti, ma solo per collegare due lati dell'intersezione dotati di piste ciclabili. L'interpretazione è controversa, ma può essere facilmente superata realizzando brevi tratti (anche di pochi metri) di corsia o pista ciclabile prima e dopo l'attraversamento.

### Linee di arresto avanzate
In molti paesi europei, nel caso di incrocio semaforizzato, l'attraversamento ciclabile è preceduto dalla "casa avanzata" o "linea di arresto avanzata" destinata alle biciclette, che in tal modo sono attestate più avanti rispetto ai veicoli motorizzati in attesa del via libera semaforico. Di regola, in tali casi, il verde alle biciclette scatta prima di quello generico, il ciclista può impegnare l'incrocio e il relativo attraversamento ciclabile anticipando l'avvio del traffico motorizzato, con vantaggio di sicurezza e di altro genere. Sulla realizzabilità della linea di arresto avanzata secondo il codice italiano ci sono interpretazioni contrastanti. Da una parte nessuna parte del testo di legge lo esclude, dall'altro neanche esso è previsto esplicitamente e normato.